# Dansk Melodi Grand Prix 2025
Dansk Melodi Grand Prix 2025 var den 55. udgave af Dansk Melodi Grand Prix. Konkurrencens formål var at finde den sang, der skal repræsentere Danmark ved Eurovision Song Contest 2025 i Basel i Schweiz.
Konkurrencen blev afviklet som et enkeltstående begivenhed den 1. marts 2025 i Jyske Bank Boxen i Herning med Stéphanie Surrugue og Sara Bro som værter.
Den 30-årige færøske sanger Sissal vandt konkurrencen med sin sang Hallucination, komponeret og skrevet af Malte Johansen, Chris Chordz, Line Spangsberg, Marcus Winther-John, Linnea Deb og Melanie Wehbe.
Melanie Wehbe er med sejren den blot fjerde sangskriver til at vinde Dansk Melodi Grand Prix to år i træk. Emil Lei gjorde det i 2019 med "Love Is Forever" og 2020 med "Yes". Søren Bundgaard og Keld Heick gjorde det i 1984 med "Det' lige det" og 1985 med "Sku' du spørg' fra no'en" samt i 1988 med "Ka' du se hva' jeg sa'" og 1989 med "Vi maler byen rød".

## Deltagere
DR inviterede i efteråret 2024 danske og udenlandske sangskrivere til at sende sange ind til konkurrencen, med indsendelsesfrist 27. oktober 2024. Et bedømmelsesudvalg nedsat af DR udvalgte herefter finalisterne blandt de indsendte sange og øvrige sange indhentet særskilt i den danske musikbranche.
De otte deltagere blev offentliggjort 6. februar 2025 ved et pressemøde i DR Koncerthuset.
| Artist          | Sangtitel                | Musik og tekst                                                                                 |
| --------------- | ------------------------ | ---------------------------------------------------------------------------------------------- |
| Maria Mathea    | Air                      | Maria Mathea, Emil Lei, Julie Aagaard                                                          |
| Hervé Toure     | Allez Allez              | Hervé Toure, Jakob Groth, Christian Juncker                                                    |
| Sissal          | Hallucination            | Malthe Johansen, Chris Chordz, Line Spangsberg, Marcus Winther-John, Linnea Deb, Melanie Wehbe |
| Andreas Kruse   | Hear My Prayer           | Andreas Kruse, Linda Dale, Malthe August, Rasmus ’Majalle’ Olsen                               |
| Mariya          | I Belong To Me           | Mariya, Julie Aagaard, Jimmy Joker Thornfeldt, Dino Medanhodzic                                |
| Tim Schou       | Proud                    | Tim Schou, Joachim Ersgaard, Benjamin Rosenbohm, Emil Lei                                      |
| Max Ulver       | Supernova                | Max Ulver, Remee, Frederik Nordsø, Fridolin Nordsø                                             |
| Adel The Second | The Unluckiest Boy Alive | Oliver M. Adelborg, Søren Christensen                                                          |

## Afstemning
Konkurrencen blev afgjort over to afstemningsrunder på baggrund af stemmer fra seerne og en ekspertjury, hvor vægtningen i begge afstemningsrunder var 50 % seerstemmer og 50 % jurystemmer.
Ole Tøpholm var ansvarlig for at sammensætte ekspertjuryen, som bestod af 10 danske og 10 udenlandske grandprix-eksperter.
De danske jurymedlemmer var Carsten Helmig Nilsson, Clara Singerholm Christiansen, Jacob Mejer Nielsen, Jesper Mejlvang, Lise Hvid Bach, Michael Hammerbo, Mike Paudy, Simon Falk, Thomas Andreasen og Tine Lesner.
De udenlandske jurymedlemmer var Andri Xhahu fra Albanien, Wim Dehandschutter fra Belgien, Anni Lavi fra Finland, Maria Kozakou fra Grækenland, Nina Pinto fra Portugal, Michel Imhof fra Schweiz, Milica Fajgelj fra Serbien, Adrián Valiente fra Spanien, Callum Rowe fra Storbritannien og Lizbet Brittsten fra Sverige.

### Første runde
I første afstemningsrunde blev de otte deltagere reduceret til tre finalister, der gik videre til anden afstemningsrunde. I perioden fra 24. februar til 28. februar kunne seerne stemme én gang på hver sang via appen DR Grand Prix. Desuden kunne seerne under tv-showet stemme én gang på hver sang via appen DR Grand Prix og én gang på hver sang via SMS.
| Nr. | Artist          | Sang                       | Status        |
| --- | --------------- | -------------------------- | ------------- |
| 1   | Mariya          | "I Belong to Me"           | Ude           |
| 2   | Tim Schou       | "Proud"                    | Superfinalist |
| 3   | Max Ulver       | "Supernova"                | Ude           |
| 4   | Hervé Toure     | "Allez Allez"              | Ude           |
| 5   | Maria Mathea    | "Air"                      | Ude           |
| 6   | Adel The Second | "The Unluckiest Boy Alive" | Superfinalist |
| 7   | Sissal          | "Hallucination"            | Superfinalist |
| 8   | Andreas Kruse   | "Hear My Prayer"           | Ude           |

### Anden runde
I anden runde blev afstemningen nulstillet, og vinderen blev fundet blandt de tre finalister. Seerne kunne stemme én gang på hver finalist via appen DR Grand Prix og én gang på hver finalist via SMS.
| Nr. | Artist          | Sang                       | Juryens stemmer | Seernes stemmer | Samlet resultat | Placering |
| --- | --------------- | -------------------------- | --------------- | --------------- | --------------- | --------- |
| 1   | Tim Schou       | "Proud"                    | 14              | 23              | 37              | 2         |
| 2   | Adel The Second | "The Unluckiest Boy Alive" | 16              | 9               | 25              | 3         |
| 3   | Sissal          | "Hallucination"            | 20              | 18              | 38              | 1         |